# Nitrène
En chimie, les nitrènes sont des espèces de type R-N:. Ce sont des analogues des carbènes. L'atome d'azote entouré de seulement 5 électrons se comporte comme un électrophile.
Les nitrènes sont des intermédiaires réactionnels intervenant dans de nombreuses réactions chimiques.

Nitrène

## Description
Les nitrènes sont une famille de composés dont l'élément le plus simple est :N-H.
En tant qu'espèce neutre avec un déficit de deux électrons, ils se comportent comme les carbènes dont ils sont les analogues azotés.
L'azote des nitrènes possède deux électrons non appariés situés dans des orbitales p dégénérées d'où sa réactivité.

## Formation
- À partir d'azotures par hydrolyse avec dégagement de N2 ;
- À partir d'isocyanates avec dégagement de CO ;
- À partir d'amines dans certains cas.

## Réactions
- Insertion dans une liaison C-H
- Cyclo-addition sur une liaison multiple, typiquement un alcène.
- Addition avec extension de cycle aryl-nitré.